# 大島鎌吉

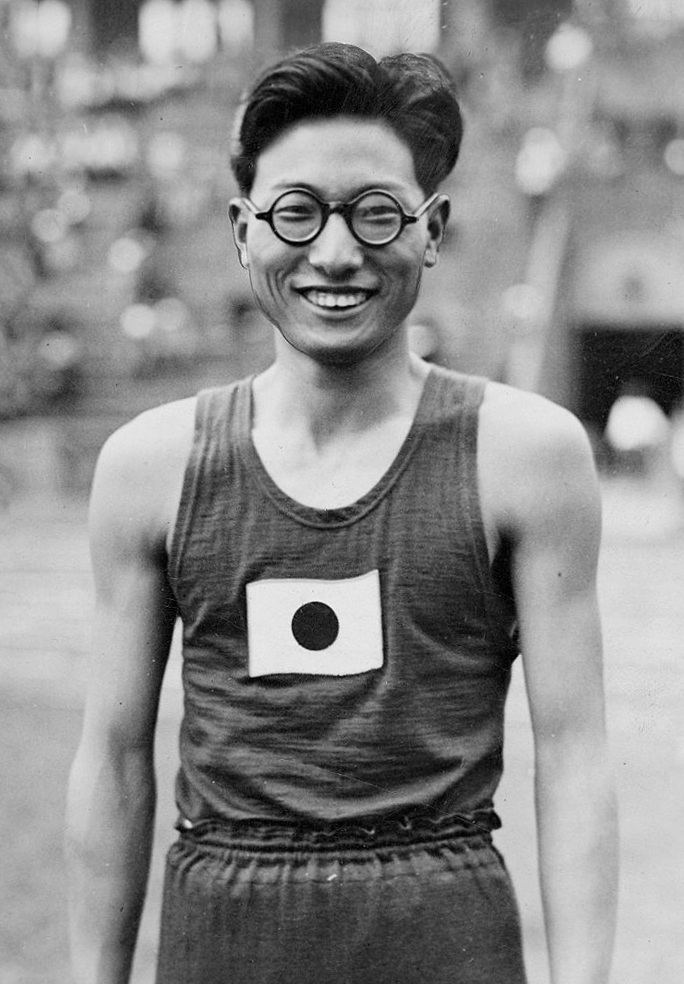
大島鎌吉

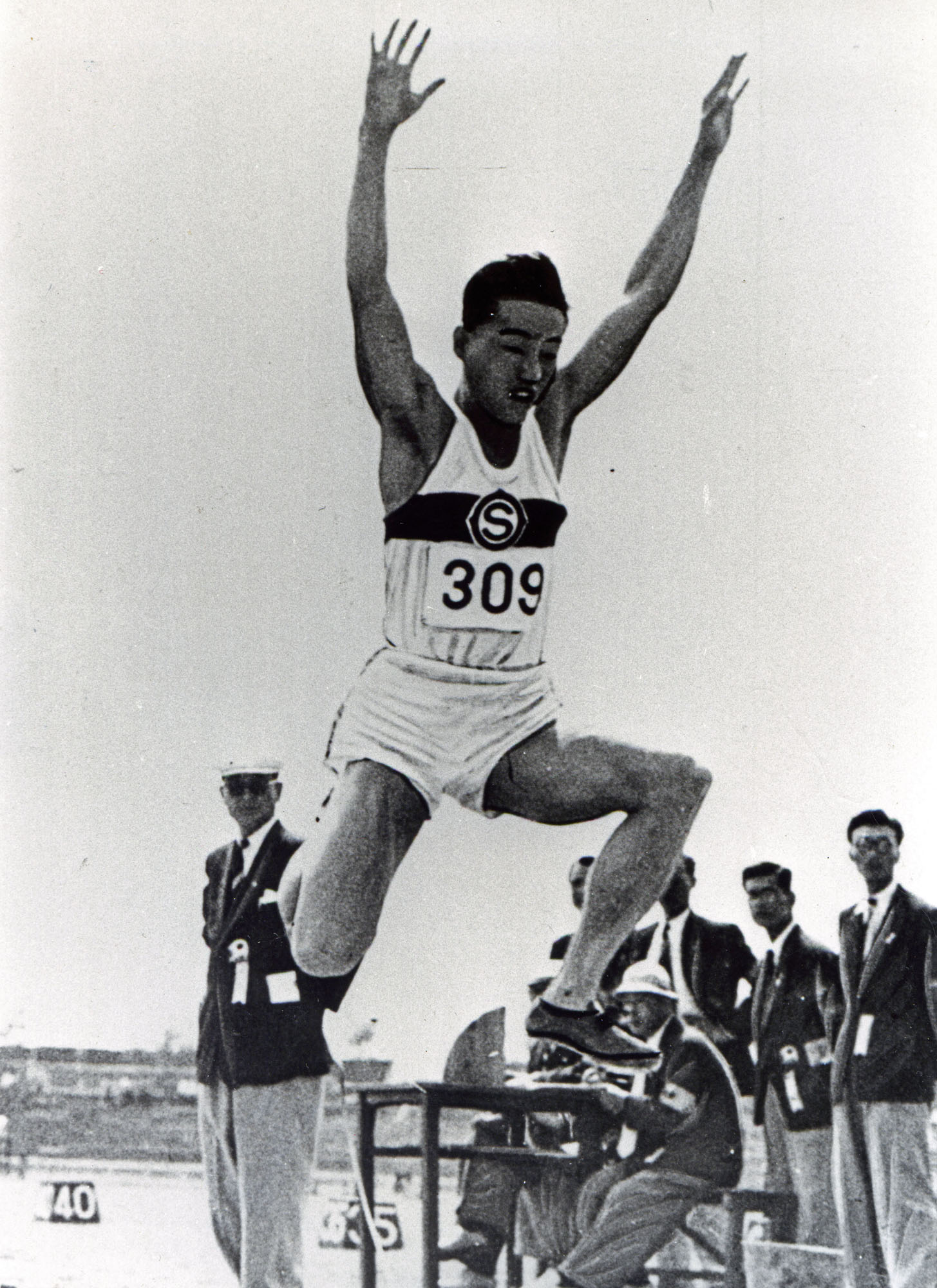
1932年

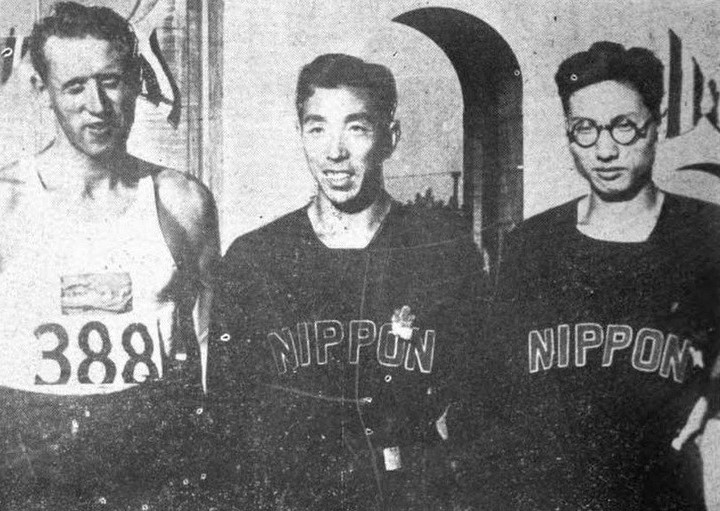
大島鎌吉（右端）。ロス五輪三段跳び金の南部忠平、銀のスベンソンと。1932年

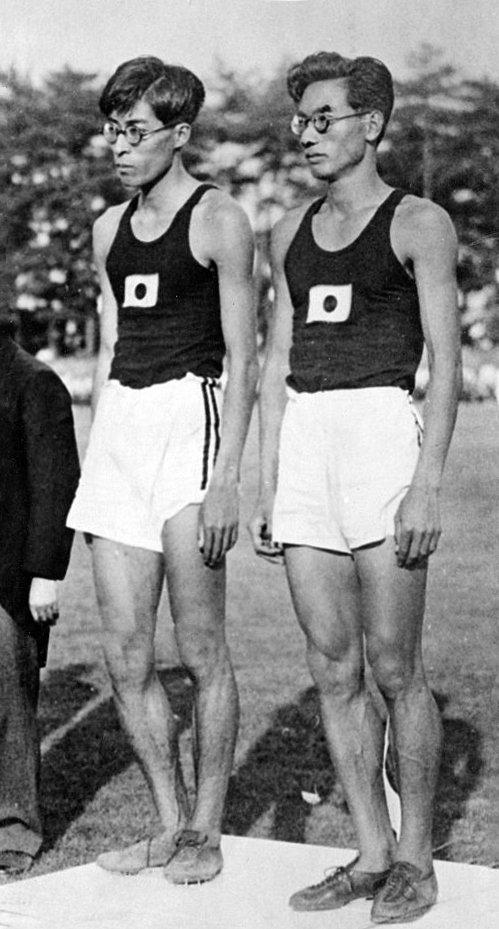
原田正夫（左）と。1934年。甲子園で開催された日米対抗陸上大会にて。1位の大島、2位の原田ともに世界新記録を出した

大島 鎌吉（おおしま けんきち、1908年（明治41年）11月10日 - 1985年（昭和60年）3月30日）は、日本の陸上競技選手。専門は三段跳で、1932年ロサンゼルスオリンピック銅メダリストにして元世界記録保持者だった。
石川県金沢市出身。関西大学卒業。
引退後は大阪体育大学副学長（のちに名誉教授）や日本オリンピック委員会 (JOC)委員（のちに名誉委員）を務めた。

## 来歴
金沢市の手広く履物商を営む商家に生まれ、金沢商業学校（現・石川県立金沢商業高等学校）在学中に第四高等学校（現・金沢大学）主催の中等学校陸上競技大会の三段跳で優勝する。関西大学法律科に進学し、1928年アムステルダムオリンピックの予選会を兼ねた全日本選手権で走幅跳2位、三段跳3位となるも選に漏れた（この時選手に選ばれた織田幹雄は三段跳びで日本人初の金メダリストとなった）。1932年ロサンゼルスオリンピックでは陸上男子三段跳に出場、金メダル獲得が期待されたが直前に選手村宿舎のガス風呂の爆発により大やけどを負うアクシデントに遭い、大島も最悪のコンディションで大会に臨むこととなった。しかし、大島は持ち前の地力を発揮すると、15m12cmを飛んで3位に入り銅メダルを獲得した（優勝は南部忠平）。ロサンゼルスオリンピック出場により、広橋百合子と並んで石川県初のオリンピック選手となった。
大学卒業後は1934年に大阪毎日新聞社へ入社、運動部記者として働く一方、15ｍ82の世界新記録を樹立。主将として挑んだ1936年ベルリンオリンピックでは6位に終わったが、16m00を跳んだ田島直人により日本は三段跳で3連覇を達成した。1939年には国際学生競技大会の日本選手団団長として渡欧、ドイツ、オーストリアを転戦中に第2次世界大戦が勃発し、選手団を帰国させたのち、自身は毎日新聞社の従軍記者としてドイツ戦線を取材、1945年5月のベルリン陥落を見届け、ポーランドの収容所を経て終戦直前に帰国、戦後は毎日新聞東京本社の政治部を経て運動部に配属され、日本のスポーツ界復興に尽力した。日本体育協会会長の平沼亮三とは旧知の仲で、国民体育大会の実現にも貢献し、1946年には平沼よりJOC設立のための幹事に任命され、アマチュア選手の倫理規定「スポーツマン綱領」の起草にたずさわり、1959年にはJOC委員に選出された。ドイツ仕込みの科学トレーニング理論の重要性を説き、「スポーツ科学研究グループ」を発足させて自ら座長となり、スポーツ指導者や大学教授らと研究を重ねた。1962年に創設された若者育成のための「日本スポーツ少年団」の誕生にも尽力した。
1964年東京オリンピック招致にも貢献し、日本体育協会東京オリンピック選手強化対策本部長と日本選手団の団長を務め、金メダル獲得16個の実績を残したことから「東京オリンピックをつくった男」と呼ばれた。新聞社を定年退職し、1965年には自らその創立に奔走した大阪体育大学副学長に就任（のちに同大学名誉教授）。1980年モスクワオリンピックのボイコット論争の際には、絶対参加を訴える大島声明を発表、選手の個人資格による出場を画策したが各方面からの圧力により頓挫した。
1982年には、日本人初のハンス・ハインリッヒ・ジーフェルト賞（1930年代に活躍したドイツの十種競技選手ジーフェルトを記念してドイツオリンピアン協会が1971年に設置した賞で、世界のスポーツに貢献した人に毎年与えられる）を受章した。この際、大島は日本の「戦没オリンピアン名簿」を作成した。1985年には国際オリンピック委員会よりオリンピック・オーダー銀章を受賞した。
引退後は指導者としても力を発揮し、最新鋭のトレーニングをいち早く取り入れるなど日本陸上界の近代化に大きな役割を果たした。1984年に食道がんのため入院し、翌年初頭にドイツへ渡航中のロサンゼルスで倒れ、3月に76歳で没した。経王寺 (金沢市)に眠る。
大島の没後、大島の母校である関西大学は『大島鎌吉スポーツ文化賞』を1988年に制定し、関西大学体育会に顕著な功績を残した者などに授与されている。また、大阪体育大学は選手育成に功績のあった教職員を対象にした表彰制度「大島鎌吉賞」を創設した。金沢市陸協もジュニア選手や指導者をたたえる「大島鎌吉賞」を設けている。
2014年には「五輪の哲人 大島鎌吉物語」が毎日新聞で同紙記者の滝口隆司の執筆により35回にわたって長期連載され（第25回ミズノスポーツライター賞優秀賞を受賞）、翌2015年には日本体育協会が指導者育成50周年記念式典において大島を特別表彰した。2018年には「オリンピックをつくった男 孤高の改革者」と題した大島の再現ドラマがテレビ放送された。

## 人物
陸上界きっての理論派として知られ、ドイツ語が堪能だった。訳書も多い。ベルリンオリンピックの際、国際情勢に興味を持っていた大島は、アドルフ・ヒトラーへの謁見を画策した。たまたまドイツに駐留していた日本軍の高官に大島姓の人間がいたことから、その人物になりすましてヒトラーとの面会を果たした。大島はヒトラーと20分間にわたってドイツ青年の体育への取り組みについて議論したという。この件に関し、軍からのお咎めはなかった。

## 著書
- 日本陸上競技連盟普及部（編）『陸上競技読本』万有社、1950年（総論を執筆）
- 『オリンピック物語』あかね書房《小学生学習文庫 ; 第1期 3》、1951年
- 『陸上競技練習法 世界記録を目指して』万有社、1953年
- 『スポーツの教室』（金子書房《少年図書館選書 ; 14》、1953年
- 『陸上競技 走技と巧技』万有社、1955年
- 『スポーツ』偕成社《絵とき百科 ; 14》、1956年
- 『世界をへん歴する靴は兵隊の靴よりも強い ワンダーフォーゲル物語』ベースボールマガジン社《スポーツ新書》、1956年
- 『人体・スポーツ : 生理衛生・スポーツ』（阿部三亥との共著）偕成社《目でみる学習百科 ; 13》、1960年
- 『世界のオリンピック』（絵：石田武雄）、偕成社《(少年少女ものがたり百科 ; 20》、1963年
- 『ワンダーフォーゲル入門』ベースボールマガジン社《スポーツ新書》、1964年
- 『図説陸上競技事典』(著者代表)講談社、1971年

### 訳書
- L.S.ホメンコフ（編）『ソ連の陸上競技』ベースボールマガジン社、1955年
- カール・ディーム（英語版）『スポーツの本質・その教え』万有社、1955年
- ガリーナ・ジビナ『勝利の誓い』（西郷竹彦との共訳）ベースボールマガジン社《スポーツ新書》、1956年
- I.O.エヴァンズ（英語版）『オリンピックの勇者 古代ギリシャの青少年物語』ベースボールマガジン社《スポーツ新書》、1956年
  - 新版（スポーツ新書）：1964年
  - 新版（単行本）：1973年
- ゲ・ヴェ・コローブコフ『若い人々のための陸上競技』ベースボールマガジン社《スポーツ新書》、1957年
- ルドルフ・ドブス・ブフサー『スポーツマンの医学』ベースボールマガジン社《スポーツ新書》、1957年
- デ・ア・セミョーノフ（編）『陸上競技読本』（南信四郎との共訳）ベースボールマガジン社、1959年
- ゲ・ヴェ・コローブコフ『若い人々のための陸上競技』[ベースボールマガジン社《スポーツ新書 ; 59》、1961年
- フェレンス・メゾー（英語版）『古代オリンピックの歴史』ベースボールマガジン社、1962年
  - 新版：1973年
- カール・ディーム（編）、ピエール・ド・クーベルタン（著）『オリンピックの回想』ベースボールマガジン社、1962年
  - 新版：1976年8月 ISBN 978-4583017242）

## 関連書籍
- 中島直矢・伴義孝（共著）『スポーツの人 大島鎌吉』関西大学出版部、1993年3月、ISBN 978-4873541549
- 伴義孝『スポーツ思想の誕生 大島鎌吉の周辺』創文企画、1994年5月
- 伴義孝『大島鎌吉というスポーツ思想―脱近代化の身体文化論』関西大学出版部、2013年4月、ISBN 978-4873545578）
- 岡邦行『大島鎌吉の東京オリンピック』東海教育研究所、2013年10月、ISBN 978-4486037811）